# Hajdúdorog
Hajdúdorog – miasto na Węgrzech, w komitacie Hajdú-Bihar, w powiecie Hajdúböszörmény.
Miasto jest siedzibą greckokatolickiej metropolii Kościoła katolickiego obrządku bizantyjsko-węgierskiego obejmującej archieparchię Hajdúdorogu oraz eparchie Miszkolca i Nyíregyházy.

## Miasta partnerskie
- Lubartów
- Miercurea Nirajului
- Odorheiu Secuiesc
- Podenzano
- Ştei